# 4K33 オサーM

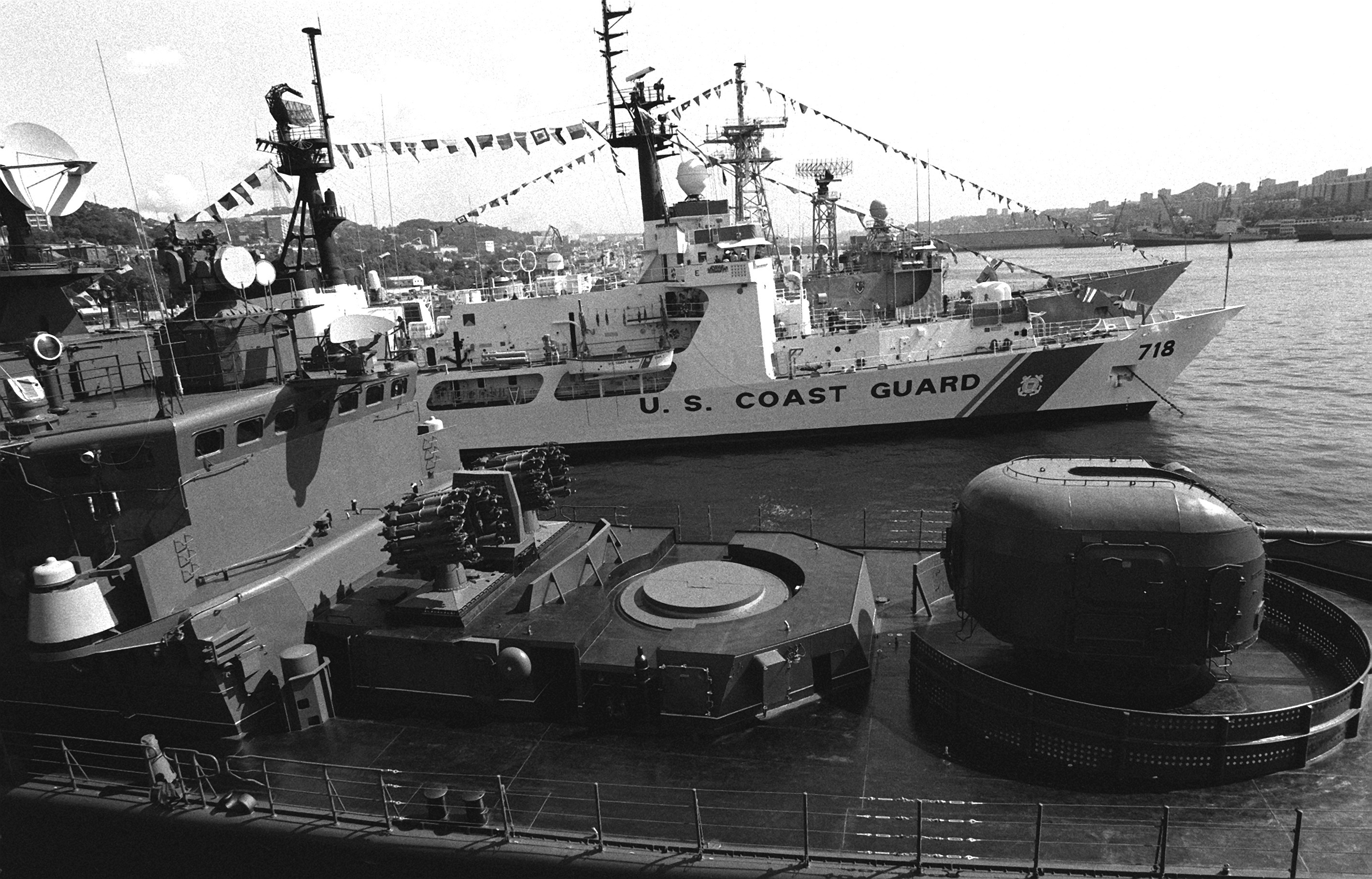
11351型国境警備艦 “オリヨール” 艦上のオサーM 発射機。

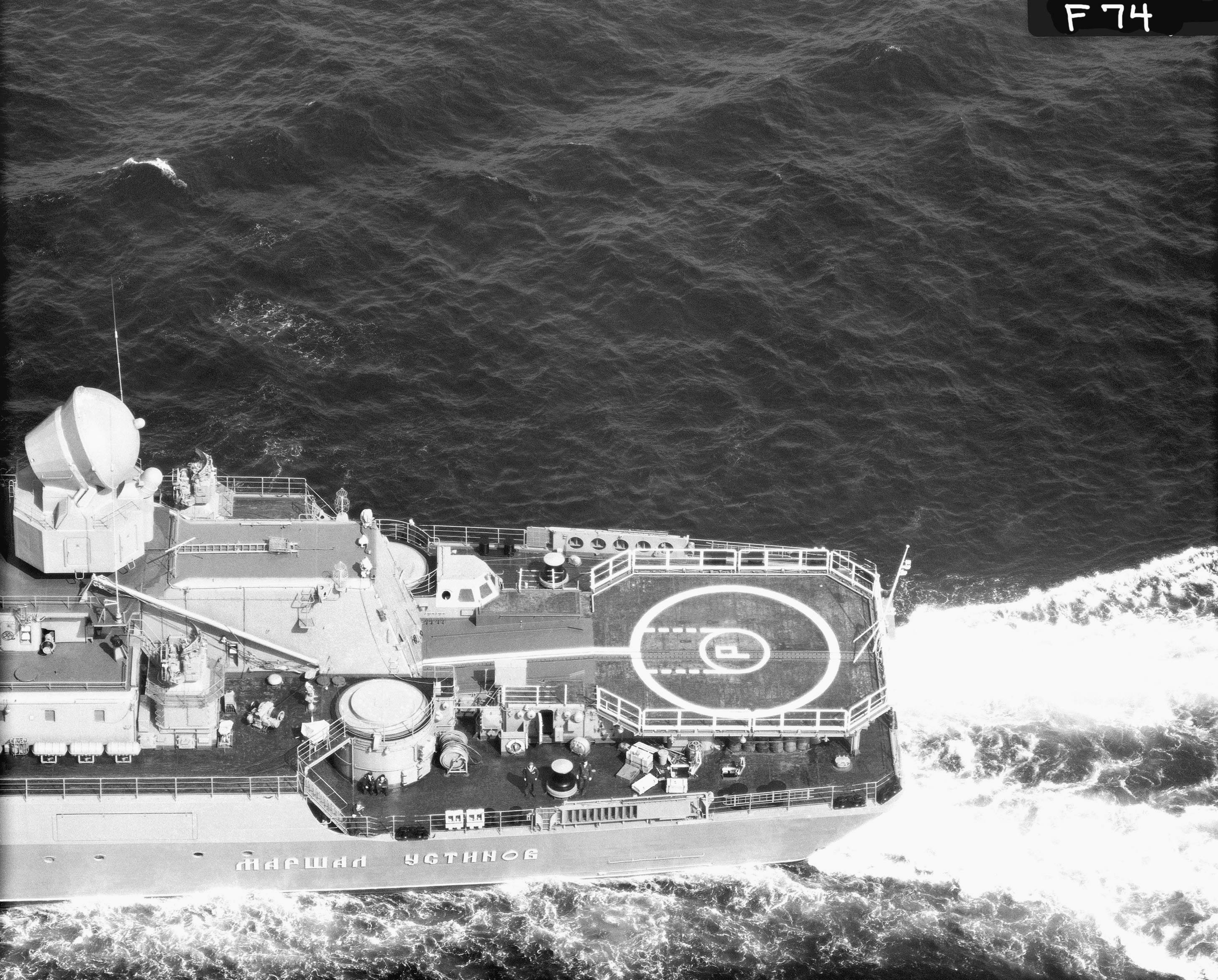
スラヴァ級巡洋艦“マルシャル・ウスチノフ”艦上のオサーM 発射機。

4K33 オサーM（4K33 "OSA-M"）は、ソビエト連邦の個艦防空ミサイル・システム。西側諸国においては、アメリカ国防総省（DoD）識別番号としてはSA-N-4、NATOコードネームとしては「ゲッコー」と称された。
1950年代より開発され、1960年代末ないし1970年代初めにかけて配備・運用が開始された。航空母艦、巡洋艦等の大型艦から、警備艦、ミサイル艇等の小型艦艇、揚陸艦や補給艦に至るまで幅広く搭載された。現在も、ロシア海軍を中心に多くの艦艇に搭載されている。

## 概要
オサーMは、弾倉を兼ねる円筒形のコンテナに発射機ごと収納され、通常発射機は格納された状態となっており、コンテナも甲板下に搭載されていることが多いので、蓋の部分が外部より露出しているのみである。
大型艦は艦隊防空を担う中・長射程対空ミサイルの内側を受け持つ個艦防空用として通常両舷各1基合計2基が、小型艦艇や補助艦艇は主たる防空用として1基搭載している。

## 発射機

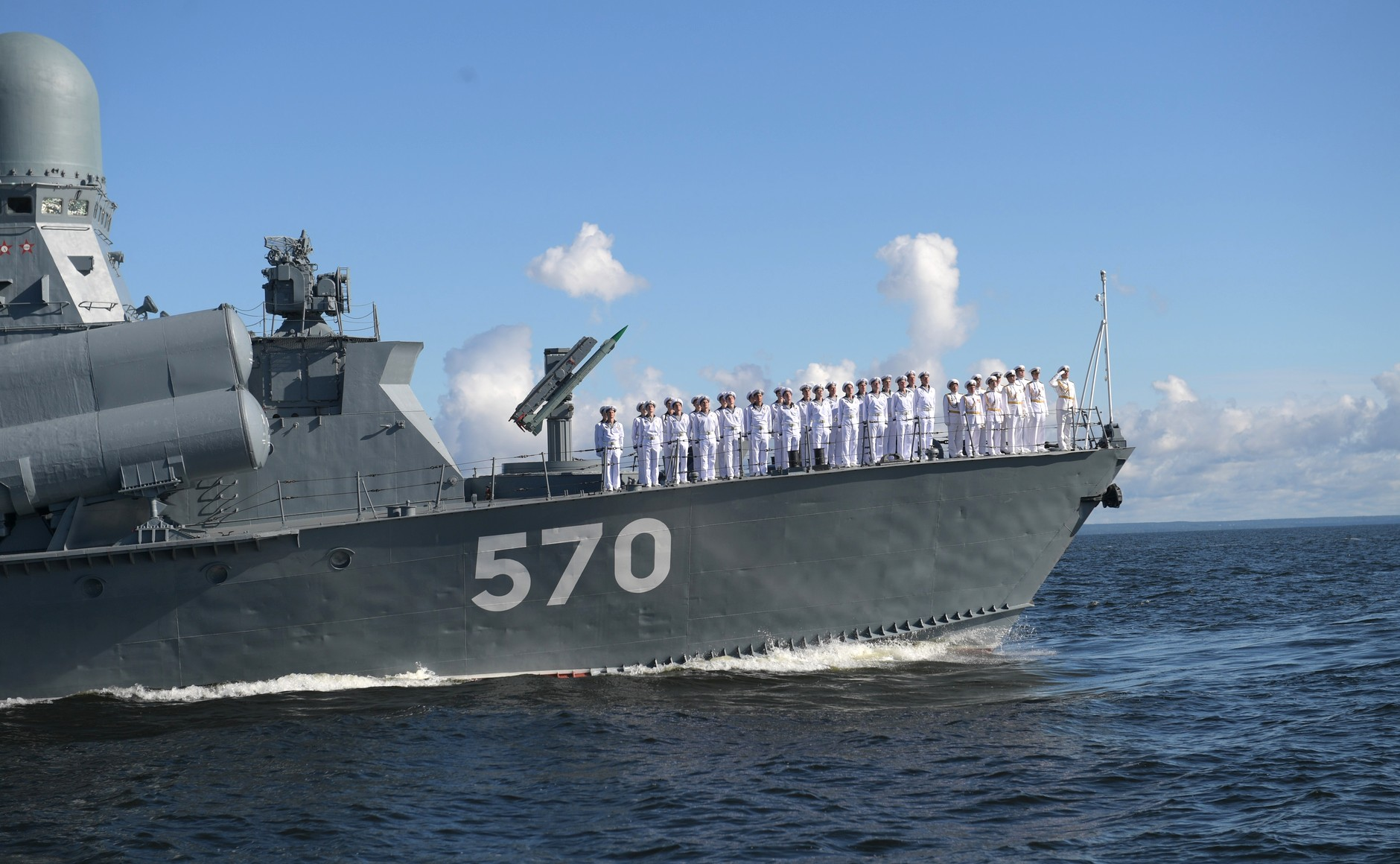
ナヌチュカ型コルベットの、ZIF-122ランチャー。

発射機は油圧で昇降し、ミサイル発射時にはサイロの扉が左右にスライドして開き、360度旋回式の連装発射機がせり上がった状態となる。
連装発射機ZIF-122(4S-33)は、垂直給弾方式によりミサイルが給弾される。発射機直下の甲板下には4基のロータリー式弾倉があり、各弾倉には5発ずつ合計20発のミサイルが弾頭部を下にした状態で格納されている。発射機は通常発射機全体が甲板下に格納された状態にあり、使用時に発射機が甲板上にせり上がる。ミサイルは尾部を上にした状態で発射機のレールに装架され、ミサイルが係止されたところで、発射機のアームが回転し、弾頭部を上にした発射態勢となる。
同時に甲板直下に装着された開閉扉がスライドして閉じ、ミサイル発射時のブラストの弾倉への流入を防止する。後部2基の弾倉のミサイルが装填、発射され終わると発射機は180度回転し前部2基の弾倉のミサイルが装填、給弾される。

## 管制
管制及び誘導は、MPZ-301 Baza、NATOコードネーム "ポップ・グループ"(Pop Group)射撃指揮装置により行われる。同装置は誘導用にF/H/Iバンドのレーダーを備え、最新型は光学式によるバックアップも有する。一つのレーダーにつき一つの目標に対し誘導を行うことが可能であり、水上目標に対しミサイルを誘導することも可能である。

## 派生型
- 4K-33 "オサーM(OSA-M)" (NATO 識別名称 SA-N-4 "ゲッコー(Gecko)")
- 4K-33M "オサー2M(OSA-2M)"（9K33M3または9K33M5ミサイル使用）
- 4K-33M　 "オサーMA(OSA-MA)"（9M-33Mミサイル使用）

## 運用国及び搭載艦艇
現在運用中及び過去に運用していた国及び機関。オサーM及びその派生型を搭載する艦艇（現役または退役艦艇）
 ソビエト連邦海軍 /  ロシア海軍
- 1143型重航空巡洋艦（キエフ級）
- 1144/11442型重原子力ミサイル巡洋艦（キーロフ級）
- 1164型ミサイル巡洋艦（スラヴァ級）
- 1134B型大型対潜艦（カーラ型）
- 1135/11352/11353/1135M型警備艦（クリヴァクI/II型）
- 1159型警備艦（コニ型）
- 11661型警備艦（ゲパルト型）
- 1124型小型対潜艦（グリシャ型）
- 1234型小型ミサイル艦（ナヌチュカ型）
- 1239型小型ミサイル艦（ダーガチ型）（英語版）
- 1174型大型揚陸艦（イワン・ロゴフ級）
- ベレジナ(Project 1833)

 ソビエト連邦海軍 /  ロシア国境軍
- 11351型国境警備艦（クリヴァクIII型）
- 1124P型小型対潜艦（グリシャ-II型）

 ウクライナ海軍
- 11351型国境警備艦（クリヴァクIII型）
- 1124P/1124ME型小型対潜艦（グリシャ-II/V型）

 ブルガリア海軍
- 1159型警備艦（コニ型）

 リトアニア海軍
- グリシャ型コルベット (1124M型小型対潜艦)

 ユーゴスラビア人民海軍
- 1159型警備艦（コニ型）
- コトル級フリゲート

 インド海軍
- ゴーダーヴァリ級フリゲート (16号計画艦; 後に撤去)
- 1234E型小型ミサイル艦（ナヌチュカII型）

 リビア海軍
- 1159型警備艦（コニ型）
- 1234E型小型ミサイル艦（ナヌチュカII型）

 アルジェリア海軍
- 1159型警備艦（コニ型）
- 1234E型小型ミサイル艦（ナヌチュカII型）

 キューバ海軍
- 1159型警備艦（コニ型）